# مارک کالکاوچیا
مارک کالکاوچیا (انگلیسی: Mark Calcavecchia؛ زادهٔ ۱۲ ژوئن ۱۹۶۰) یک گلف‌باز اهل ایالات متحده آمریکا است.